# بزلر
کوه بُزلَر در شمال شهر هفشجان در استان چهار محال و بختیاری قرار دارد. این کوه یکی از کوه‌های رشته کوه زاگرس است. کوه بزلر به طول ۱۵ کیلومتر در جنوب شهرکرد و در حومه شهر هفشجان امتداد دارد. بلندترین قلل آن به نام شاه منظر، ۲۵۷۳ متر ارتفاع می‌باشد.

## وجه تسمیه
بُزلَر، واژه‌ای به معنای سرزمین با پوشش گیاهی ضعیف و تنک است. کوه بُزلَر در روبروی کوه جهان بین واقع شده‌است و برعکس این کوه، چشمه‌های بسیار کمتر و پوشش گیاهی فقیر تری را دارست.

## شاه منظر
شاه منظر نام دره و قله‌ای در کوه بزلر است. در بالای این قله، مقبره‌ای منسوب به امامزاده قمر خاتون وجود دارد. از سوی هفشجان تا بالای کوه، به طول ۷ کیلومتر مسیر جاده به‌طور کامل آسفالت شده‌است.همچنین به دلیل اهمیت این منطقه، طرح «شاه‌منظر» از سوی دولت به عنوان بزرگترین طرح گردشگری چهارمحال و بختیاری در حال اجرا و سرمایه‌گذاری است.